# Automolus lammi
Az Automolus lammi a madarak (Aves) osztályának verébalakúak (Passeriformes) rendjébe és a fazekasmadár-félék (Furnariidae) családjába tartozó faja.

## Rendszerezése
A fajt John Todd Zimmer amerikai ornitológus írta le 1947-ben, még mint az Automolus leucophthalmus alfaja Automolus leucophthalmus lammi néven. Egyes szervezetek jelenleg is ide sorolják.

## Előfordulása
Brazília keleti részén, az Atlanti-óceán partvidékén, Paraíba, Pernambuco,Alagoas és Sergipe  államokban honos. Természetes élőhelyei a szubtrópusi és trópusi síkvidéki esőerdők és másodlagos erdők. Állandó, nem vonuló faj.

## Megjelenése
Testhossza 19-20 centiméter.

## Életmódja
Táplálkozásáról kevés az információ, valószínűleg ízeltlábúakkal táplálkozik.

## Természetvédelmi helyzete
Az elterjedési területe kicsi és csökken, egyedszáma 1000–2499 példány közötti és szintén csökken. A Természetvédelmi Világszövetség Vörös listáján sebezhető fajként szerepel.